# Chỉ số của nhóm con
Trong toán học, đặc biệt là trong lý thuyết nhóm, chỉ số của nhóm con H trong G là số
lớp kề trái của H trong G, hoặc tương đương là số lớp kề phải của H trong G.Chỉ số này thường được ký hiệu là {\displaystyle |G:H|} hoặc {\displaystyle [G:H]} hoặc {\displaystyle (G:H)}.
Bởi vì là G là hợp của các lớp kề không giao nhau và vì mỗi lớp kề có cùng kích thước với H, nên chỉ số này liên hệ cấp giữa hai nhóm qua công thức
{\displaystyle |G|=|G:H||H|}
(coi các giá trị này là số lực lượng nếu một trong số chúng vô hạn).
Do vậy, chỉ số {\displaystyle |G:H|} đo "tỷ lệ" giữa G và H.
Ví dụ chẳng hạn, đặt {\displaystyle G=\mathbb {Z} } là nhóm của các số nguyên dưới phép cộng và {\displaystyle H=2\mathbb {Z} } là nhóm con của các số nguyên chẵn. Khi đó, {\displaystyle 2\mathbb {Z} } có hai lớp kề trong {\displaystyle \mathbb {Z} } là tập các số nguyên chẵn và tập số nguyên lẻ, do đó chỉ số {\displaystyle |\mathbb {Z} :2\mathbb {Z} |} bằng 2. Tổng quát hơn, {\displaystyle |\mathbb {Z} :n\mathbb {Z} |=n} với bất kỳ số nguyên dương n.
Khi G hữu hạn, công thức trên có thể viết lại thành {\displaystyle |G:H|=|G|/|H|}, suy ra
định lý Lagrange rằng {\displaystyle |G|} chia hết cho {\displaystyle |H|} .
Khi G vô hạn, {\displaystyle |G:H|} là số lực lượng khác không có thể hữu hạn hoặc vô hạn.
Ví dụ chẳng hạn, {\displaystyle |\mathbb {Z} :2\mathbb {Z} |=2}, nhưng {\displaystyle |\mathbb {R} :\mathbb {Z} |} là vô hạn.
Nếu N là nhóm con chuẩn tắc của G, thì {\displaystyle |G:N|} bằng với cấp của nhóm thương {\displaystyle G/N}, bởi vì tập của {\displaystyle G/N} là tập các lớp kề của N trong G.

## Các tính chất
- Nếu H là nhóm con của G và K là nhóm con của H, thì

{\displaystyle |G:K|=|G:H|\,|H:K|.}
- Nếu H và K là nhóm con của G, thì

{\displaystyle |G:H\cap K|\leq |G:H|\,|G:K|,}
dấu bằng xảy ra khi {\displaystyle HK=G}.  (Nếu {\displaystyle |G:H\cap K|} hữu hạn, đẳng thức đúng khi và chỉ khi {\displaystyle HK=G}.)
- Hoặc tương đương, nếu H và K là nhóm con của G, thì

{\displaystyle |H:H\cap K|\leq |G:K|,}
dấu bằng xảy ra khi {\displaystyle HK=G}.  (Nếu {\displaystyle |H:H\cap K|} hữu hạn, đẳng thức đúng khi và chỉ khi {\displaystyle HK=G}.)
- Nếu G và H là nhóm và {\displaystyle \varphi \colon G\to H} là đồng cấu nhóm, thì chỉ số của hạt nhân của {\displaystyle \varphi } trong G bằng với cấp của ảnh:

{\displaystyle |G:\operatorname {ker} \;\varphi |=|\operatorname {im} \;\varphi |.}
- Gọi G là nhóm tác động trên tập hợp X, và lấy x ∈ X. Khi đó số lực lượng của quỹ đạo của x dưới G bằng với chỉ số của nhóm ổn định hoá của x:

{\displaystyle |Gx|=|G:G_{x}|.\!}
Nội dung này được gọi là định lý ổn định hoá quỹ đạo.
- Trong trường hợp đặc biệt của định lý ổn định hoá quỹ đạo, số liên hợp {\displaystyle gxg^{-1}} của {\displaystyle x\in G} bằng với chỉ số nhóm tâm hoá của x trong G.
- Tương tự như vậy, số liên hợp {\displaystyle gHg^{-1}} của nhóm con H trong G bằng với chỉ số của nhóm chuẩn hoá của H trong G.
- Nếu H là nhóm con của G, thì chỉ số của lõi chuẩn tắc của H thoả mãn bất đẳng thức sau:

{\displaystyle |G:\operatorname {Core} (H)|\leq |G:H|!}
dấu ! ký hiệu hàm giai thừa; 
- Ta có hệ quả: nếu chỉ số của H trong G bằng với 2, hoặc đối với nhóm hữu hạn, chỉ số là ước nguyên tố p nhỏ nhất của G, thì H chuẩn tắc, bởi chỉ số của lõi của nó phải bằng với p, do đó H bằng với lõi của nó tức là nó là nhóm con chuẩn tắc.
- Lưu ý rằng nhóm con có chỉ số là ước số nguyên tố nhỏ nhất có thể không tồn tại, ví dụ như là trong nhóm đơn có cấp không phải nguyên tố, hoặc tổng quát hơn là bất cứ nhóm hoàn hảo nào.

## Các ví dụ
- Nhóm thay phiên {\displaystyle A_{n}} có chỉ số 2 trong nhóm đối xứng {\displaystyle S_{n},} và do vậy chuẩn tắc.
- Nhóm con trực giao đặc biệt {\displaystyle \operatorname {SO} (n)} có chỉ số 2 trong nhóm trực giao {\displaystyle \operatorname {O} (n)}, do đó chuẩn tắc.
- Nhóm giao hoán tự do {\displaystyle \mathbb {Z} \oplus \mathbb {Z} } có ba nhóm con có chỉ số 2, là các nhóm sau

{\displaystyle \{(x,y)\mid x{\text{ chẵn}}\},\quad \{(x,y)\mid y{\text{ chẵn}}\},\quad {\text{và}}\quad \{(x,y)\mid x+y{\text{ là số chẵn}}\}}.
- Tổng quát hơn, nếu p là số nguyên tố thì {\displaystyle \mathbb {Z} ^{n}} có {\displaystyle (p^{n}-1)/(p-1)} nhóm con có chỉ số p, tương ứng với {\displaystyle (p^{n}-1)} đồng cấu không tầm thường {\displaystyle \mathbb {Z} ^{n}\to \mathbb {Z} /p\mathbb {Z} }.[cần dẫn nguồn]
- Tương tự như vậy, nhóm tự do {\displaystyle F_{n}} có {\displaystyle (p^{n}-1)}  nhóm con có chỉ số p.
- Nhóm nhị diện vô hạn có nhóm con cyclic chỉ số 2, nhóm con đó do đó phải chuẩn tắc.

## Chỉ số vô hạn
Nếu H có vô số lớp kề trong G, thì chỉ số của H trong G là vô hạn. Trong trường hợp này, chỉ số {\displaystyle |G:H|} là số lực lượng.  Lấy ví dụ, chỉ số của H trong G có thể đếm được hoặc không đếm được, dựa trên việc liệu H có số lớp kề trong G đếm được hay không. Để ý rằng cấp nhóm con H không bao giờ quá G, số lực lượng của tập lớp kề của H cũng không quá G.

## Chỉ số hữu hạn
Nhóm con H có chỉ số hữu hạn trong nhóm G (hữu hạn hay vô hạn) luôn chứa nhóm con chuẩn tắc N (của G) có chỉ số hữu hạn.Thậm chí, nếu H có chỉ số n, thì chỉ số của N sẽ là ước của n! và là bội của n; thật vậy, N có thể coi là nhân của phép đồng cấu tự nhiên từ G sang nhóm hoán vị của các lớp kề trái (hoặc phải) của H.
Ta sẽ chứng minh như sau, sử dụng lớp kề phải:
Các phần tử của G giữ nguyên các lớp kề tạo thành một nhóm.
| Chứng minh |
| --- |
| Nếu Hca ⊂ Hc ∀ c ∈ G và Hcb ⊂ Hc ∀ c ∈ G, thì Hcab ⊂ Hc ∀ c ∈ G. Nếu h1ca = h2c với mọi c ∈ G (với h1, h2 ∈ H) thì h2ca−1 = h1c, do vậy Hca−1 ⊂ Hc. |

Gọi nhóm đó là nhóm A. Gọi B là tập các phần tử thuộc G thực hiện phép thế trên các lớp kề của H. Thì B là lớp kề phải của A.
| Chứng minh |
| --- |
| Đầu tiên chứng minh rằng nếu b1∈B, thì bất kỳ phần tử b khác2 của B bằng với ab1với một số a∈A. Giả sử nhân lớp kề Hc từ bên phải bằng các phần tử của B ra các phần tử thuộc lớp kề Hd. Nếu cb1 = d và cb2 = hd, thì cb2b1−1 = hc ∈ Hc, hay nói cách khác b2=ab1với một số a∈A, như mong đợi. Giờ chứng minh với bất kỳ b∈B và a∈A, ab sẽ là phần tử thuộc B. Cái này là bởi Hc bằng với Hca, do đó Hcb = Hcab. Điều này thoả mãn với bất kỳ c (tức là với bất kỳ lớp kề), nó suy ra rằng nhân ở bên phải với ab tạo cùng một hoán vị lớp kề khi nhân với b, do đó ab∈B. |

Những gì ở trên áp dụng bất kể chỉ số của H hữu hạn hay vô hạn. Giờ giả định rằng nó có chỉ số hữu hạn n. Bởi số hoán vị của các lớp kề là hữu hạn (cụ thể hơn, chỉ có n!), thì hữu hạn số tập hợp giống B. (Nếu G vô hạn thì các tập hợp đó cũng vô hạn.) Tập của các tập hợp tạo thành một nhóm đẳng cấu với nhóm con của nhóm các hoán vị, do đó số các tập hợp này phải là ước của n!. Hơn nữa, nó phải là bội của n vì mỗi lớp kề của H chứa cùng số lớp kề của A. Cuối cùng, nếu cho một số c ∈ G và a ∈ A sao cho ca = xc, thì với bất kỳ d ∈ G, dca = dxc, và dca = hdc với một số h ∈ H (theo định nghĩa nhóm A), nên hd = dx. Điều này đúng với bất kỳ d, và x phải là phần tử thuộc A, để ca = xc suy ra cac−1 ∈ A và do đó A là nhóm con chuẩn tắc.